# Carlos Gálviz
Carlos Johan Gálviz García (Santa Ana del Táchira, 27 de octubre de 1989) es un ciclista venezolano.

## Biografía
A los 16 años estuvo en el equipo juvenil de Lotería del Táchira, al año siguiente pasó a formar las filas del equipo Alcaldía de Páez, donde permaneció hasta los 19 años, equipo que debió abandonar por un problema en una de sus rodillas.
Pasó al club Gobernación del Zulia, que cubrió los gastos de la intervención quirúrgica y luego de recuperarse estuvo allí por una temporada, hasta que regresó al equipo de Lotería del Táchira en 2010. Doble campeón nacional contrarreloj en la categoría sub-23, en 2010 ganó una etapa de la Vuelta a Guatemala finalizando 4.º es dicha competencia y fue líder de la Vuelta a Bolivia durante 4 etapas finalizando en la 2.ª posición en la general.
En 2011 pasó al equipo profesional Continental Movistar Team Continental donde estuvo dos años. En 2013 se recalificó amateur aunque volvió al profesionalismo en el 2014 con el equipo paraguayo Start-Trigon Cycling Team, equipo en el que permaneció hasta febrero, para luego fichar por el equipo italiano Androni Giocattoli-Venezuela.
El 8 de enero de 2016 se informó que dio positivo por EPO en un control antidopaje en la Vuelta a Costa Rica.

## Palmarés
2010
- 3.º en el Campeonato de Venezuela Contrarreloj
- 1 etapa de la Vuelta a Guatemala

2012
- 3.º en el Campeonato de Venezuela Contrarreloj

2013
- 2.º en el Campeonato de Venezuela Contrarreloj

2014
- 1 etapa de la Vuelta Independencia Nacional
- Campeonato de Venezuela Contrarreloj
- 1 etapa de la Vuelta a Venezuela

2015
- 1 etapa de la Vuelta al Táchira

2018
- 2.º en el Campeonato de Venezuela Contrarreloj

2019
- 2.º en el Campeonato de Venezuela Contrarreloj

2020
- Campeonato de Venezuela Contrarreloj

2024
- 3.º en el Campeonato de Venezuela Contrarreloj